# 小行星4111
小行星4111（英語：4111 Lamy）是一颗围绕太阳公转的小行星。1981年3月1日，舒爾特·巴斯在赛丁泉山发现了此天体。
这颗小行星的绝对星等为334.4939220226369等。